# پازارجیک
پازارجیک شهری است در استان قهرمان‌مرعش ترکیه. شهر پازارجیک، در ۲۵ کیلومتری مرعش، مرکز استان قهرمان‌مرعش قرار دارد. پازارجیک برخوردگاه چند جاده شرقی-غربی است.